# Cityline Hungary
Cityline Hungary war eine ungarische Frachtfluggesellschaft mit Sitz in Vecsés und Drehkreuz auf dem Flughafen Budapest Liszt Ferenc. Sie führte vor allem Ad-hoc-Charterflüge durch.

## Geschichte
Cityline Hungary wurde im März 2003 in Ungarn gegründet. Sie nahm den Flugbetrieb mit zwei Flugzeugen vom Typ Antonow 26 auf. Diese waren die ersten zivilen dieses Typs in Ungarn.
Von 2009 bis 2014 besaß die Fluggesellschaft eine Boeing 737-200 und führte mit ihr von 2009 bis 2011 Urlaubsflüge vom Flughafen Mailand-Malpensa durch.
Seit die Boeing die Flotte verließ, gibt es nur noch eine Boeing 737-200 in europäischem Besitz.

## Flugziele
Die Fluggesellschaft führte Frachtflüge im Charterverkehr durch und flog dabei die GUS-Staaten, Nordafrika und Europa an. Deshalb landeten die Flugzeuge der Cityline Hungary des Öfteren in Deutschland.
Es wurden zum Beispiel Flüge für UPS Airlines durchgeführt.
In den Jahren 2003 und 2004 wurden Flüge von Stuttgart nach Skopje für die Bundeswehr durchgeführt.

## Tochterunternehmen
Mit Stand Mai 2014 hatte die Cityline Hungary (CityLine Europe Corp.) drei Tochterunternehmen.
- Cityline Deutschland GmbH
- Cityline Ukraine Ltd.
- Cityline Technik Kiew (zur Wartung der eigenen Flugzeuge)[4]

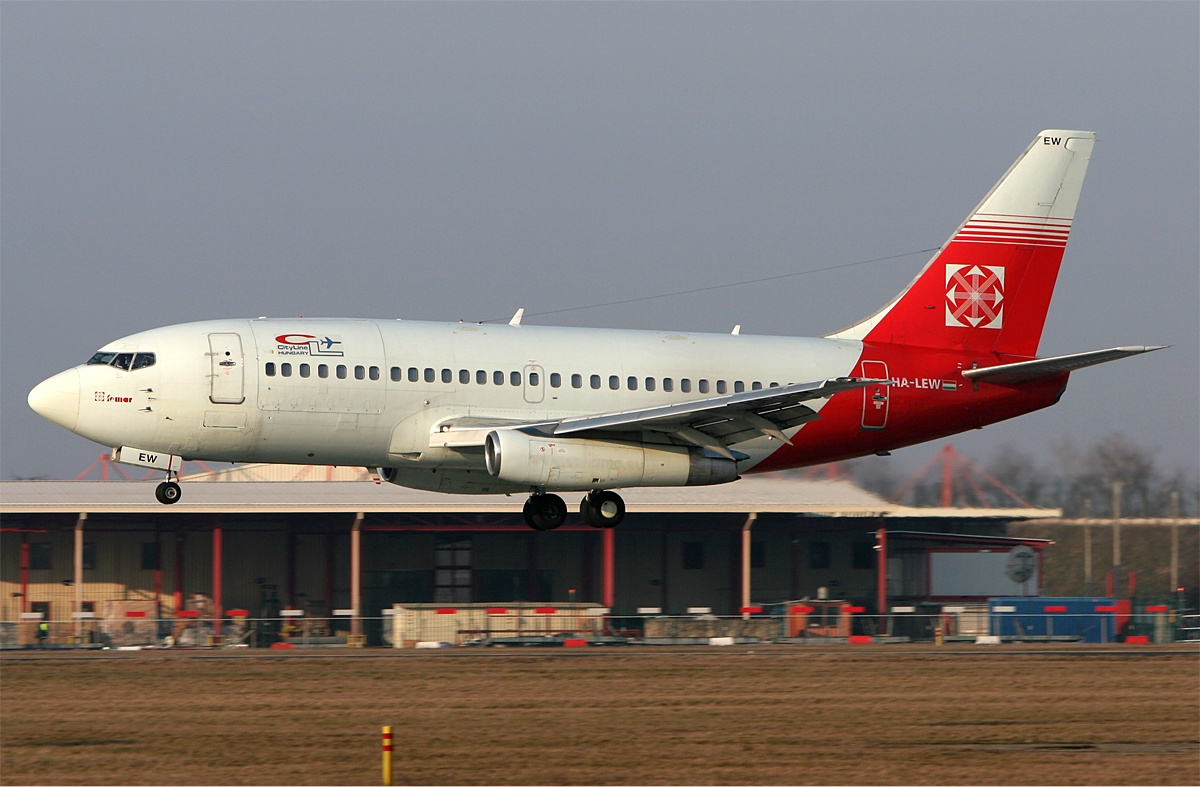
Die Boeing 737-200

## Flotte
Mit Stand Mai 2014 bestand die Flotte der Cityline Hungary aus 5 Flugzeugen.
| Flugzeugtyp                         | Anzahl | bestellt | maximale Nutzlast | Anmerkungen  |
| ----------------------------------- | ------ | -------- | ----------------- | ------------ |
| Antonow An-26B                      | 04     |          | 6.170 kg          | zwei geleast |
| Fairchild Swearingen Metroliner III | 01     |          | 2.100 kg          |              |
| Gesamt                              | 5      |          |                   |              |

## Sponsoring
Es wurde vier Jahre lang die ungarische Frauenhandball-Meisterschaft gesponsert. Des Weiteren wurde die europäische Studentenvereinigung EUROAVIA gefördert.